# Yttre Tjärhället
Yttre Tjärhället är en ö i Finland. Den ligger i Finska viken och i kommunen Sibbo i den ekonomiska regionen  Helsingfors i landskapet Nyland, i den södra delen av landet. Ön ligger omkring 20 kilometer öster om Helsingfors.
Öns area är 0,4 hektar och dess största längd är 110 meter i öst-västlig riktning. Närmaste större samhälle är Nordsjö, 12,4 km nordväst om Yttre Tjärhället.